# Tim Specht
Tim Specht (* 4. Juli 1975) ist ein ehemaliger deutscher Eishockeyspieler, der den Großteil seiner Karriere beim ECD Sauerland bzw. dessen Nachfolgeverein Iserlohner EC in der zweithöchsten deutschen Spielklasse verbracht hat.

## Karriere
Tim Specht durchlief die Nachwuchsmannschaften des ECD Iserlohn bzw. ECD Sauerland, mit der U20-Mannschaft war er unter anderem in der Junioren-Bundesliga im Einsatz. Für die erste Mannschaft absolvierte er sein erstes Spiel in der Saison 1992/93 in der 2. Bundesliga, in der folgenden Spielzeit 1993/94 folgten vereinzelt weitere Einsätze. Nach der ECD-Insolvenz spielte der Stürmer ab 1994 für den neu gegründeten Iserlohner EC (IEC), der in der drittklassigen 2. Liga an den Start ging. Er stieg in der Saison 1994/95 mit der Mannschaft in die 1. Liga auf, in der er in den folgenden zweieinhalb Jahren für den IEC aufs Eis ging. Die Saison 1997/98 beendete er beim ASV Hamm. Nach fünf Spielen für den EHC Dortmund in der Spielzeit 1998/99 beendete er seine Karriere.
Von 2001 bis 2004 spielte Specht für die MSC Mambas in der Inline-Skaterhockey-Bundesliga. In 31 Spielen erzielte er 26 Tore und gab 27 Vorlagen. Später gehörte er bei den Mambas eine Zeit lang zum Trainerteam.

## Erfolge und Auszeichnungen
- 1995 Aufstieg in die 1. Liga mit dem Iserlohner EC

## Karrierestatistik
(Legende zur Spielerstatistik: Sp oder GP = absolvierte Spiele; T oder G = erzielte Tore; V oder A = erzielte Assists; Pkt oder Pts = erzielte Scorerpunkte; SM oder PIM = erhaltene Strafminuten; +/− = Plus/Minus-Bilanz; PP = erzielte Überzahltore; SH = erzielte Unterzahltore; GW = erzielte Siegtore; 1 Play-downs/Relegation; Kursiv: Statistik nicht vollständig)